# Asia-Pacific Network Information Center
APNIC, Asia-Pacific Network Information Centre est un registre régional d'adresses IP. Il dessert le continent asiatique (sauf le Moyen-Orient) et les pays du Pacifique. Son siège est à Brisbane en Australie. Son directeur est Paul Wilson.
De tous les RIR, c'est celui qui doit faire face à la plus
grande hétérogénéité, en distance culturelle (Australie, Chine,
Pakistan...) et en revenu (Nouvelle-Zélande, Japon, Bangladesh,
Indonésie...). L'équipe d'APNIC compte une cinquantaine de personnes, de 18 nationalités
et de 8 langues officielles (de l'ourdou au coréen).
Les réunions APNIC sont en général couplées avec la conférence APRICOT (Asia-Pacific Regional Internet Conference on Operational Technologies).